# Chemicals (Dean Lewis)
Chemicals è un singolo del cantautore australiano Dean Lewis, pubblicato il 23 marzo 2018 come quarto estratto dall'unico EP Same Kind of Different.
Il brano è stato ascoltato più di 12 milioni di volte prima del rilascio del singolo ed è stato definito "il preferito dei fan".
Lewis ha dichiarato "'Chemicals è stata una delle canzoni che è quasi piovuta dal cielo. Una di quelle canzoni per cui inizi a scrivere e le parole arrivano da sole ed è completa così. Mi è capitato qualche volta e sono grato quando accade. Per me Chemicals è l'essere dipendente da qualcuno e quel qualcuno è sempre con te." Durante un concerto nel novembre 2017, Dean Lewis ha aggiunto: "I miei amici pensavano che riguardasse la droga."
"Chemicals" è stato certificato disco d'oro in Australia nel 2019.

## Promozione
Lewis ha eseguito "Chemicals" live per la prima volta per UK Mahogany sessions. Il video su YouTube ha ricevuto più di 100.000 views e questo l'ha portato a firmare con Island Records Australia nel 2016.

## Video musicale
Il video musicale, diretto da Mick Jones, è stato pubblicato il 22 marzo 2018 sul canale Vevo-YouTube del cantante. Il video racconta la relazione di una giovane coppia che fa fatica a vivere il concetto dello "stare insieme". I protagonisti sono Brayden Dalmazzone e Lana Kington.

## Accoglienza
In una recensione dell'EP, Chelsea King di Forte Magazine ha detto "Mentre alcune tracce si confondono tra di loro, "Chemicals" è una canzone che spicca per la sua natura inquietante. "Hold me I'm fall apart", che si ripete per tutto il brano, danno al brano un qualcosa di oscuro."